# Marijan Ćavar
Marijan Ćavar (Prozor-Rama, 2 febbraio 1998) è un calciatore bosniaco, centrocampista dello Zrinjski Mostar.

## Carriera

### Nazionale
Ha giocato nelle nazionali giovanili bosniache Under-19 ed Under-21.
Ha esordito con la nazionale maggiore il 29 gennaio 2018 in occasione di un'amichevole pareggiata 0-0 contro gli Stati Uniti.

## Statistiche

### Cronologia presenze e reti in nazionale
| Cronologia completa delle presenze e delle reti in nazionale ― Bosnia ed Erzegovina | Cronologia completa delle presenze e delle reti in nazionale ― Bosnia ed Erzegovina | Cronologia completa delle presenze e delle reti in nazionale ― Bosnia ed Erzegovina | Cronologia completa delle presenze e delle reti in nazionale ― Bosnia ed Erzegovina | Cronologia completa delle presenze e delle reti in nazionale ― Bosnia ed Erzegovina | Cronologia completa delle presenze e delle reti in nazionale ― Bosnia ed Erzegovina | Cronologia completa delle presenze e delle reti in nazionale ― Bosnia ed Erzegovina | Cronologia completa delle presenze e delle reti in nazionale ― Bosnia ed Erzegovina |
| Data                                                                                | Città                                                                               | In casa                                                                             | Risultato                                                                           | Ospiti                                                                              | Competizione                                                                        | Reti                                                                                | Note                                                                                |
| ----------------------------------------------------------------------------------- | ----------------------------------------------------------------------------------- | ----------------------------------------------------------------------------------- | ----------------------------------------------------------------------------------- | ----------------------------------------------------------------------------------- | ----------------------------------------------------------------------------------- | ----------------------------------------------------------------------------------- | ----------------------------------------------------------------------------------- |
| 29-1-2018                                                                           | San Antonio                                                                         | Stati Uniti                                                                         | 0 – 0                                                                               | Bosnia ed Erzegovina                                                                | Amichevole                                                                          | -                                                                                   | 66’                                                                                 |
| 1-2-2018                                                                            | Carson                                                                              | Messico                                                                             | 1 – 0                                                                               | Bosnia ed Erzegovina                                                                | Amichevole                                                                          | -                                                                                   | 46’                                                                                 |
| 18-12-2021                                                                          | Carson                                                                              | Stati Uniti                                                                         | 1 – 0                                                                               | Bosnia ed Erzegovina                                                                | Amichevole                                                                          | -                                                                                   | 62’                                                                                 |
| Totale                                                                              |                                                                                     | Presenze                                                                            | 3                                                                                   |                                                                                     | Reti                                                                                | 0                                                                                   |                                                                                     |

## Palmarès

### Club

#### Competizioni nazionali
- Coppa di Germania: 1

Eintracht Francoforte: 2017-2018
- Campionato bosniaco: 1

Zrinjski Mostar: 2024-2025